# Lumpzig
Lumpzig é uma vila e antigo município da Alemanha localizado no distrito de Altenburger Land, estado da Turíngia.  Pertencia ao Verwaltungsgemeinschaft de Altenburger Land. Desde 1 de janeiro de 2019, faz parte do município de Schmölln.

## Demografia
Evolução da população (em 31 de dezembro):
| - 1994 - 656 - 1995 - 647 - 1996 - 654 - 1997 - 665 | - 1998 - 697 - 1999 - 685 - 2000 - 670 - 2001 - 665 | - 2002 - 665 - 2003 - 681 - 2004 - 658 - 2006 - 654 |

fonte: Thüringer Landesamt für Statistik